# Hector Mackenzie (Radsportler)
Hector Mackenzie (* 1932 in Glasgow; † 14. Februar 2020) war ein schottischer Radrennfahrer.

## Sportliche Laufbahn
Mackenzie wurde in den Jahren von 1955 bis 1969 elfmal schottischer Meister im Sprint. Dazu kamen weitere Titel im Zeitfahren und in verschiedenen Disziplinen in Rennen auf der Grasbahn. 1959 ging er nach Manchester, um dort bei Reg Harris zu trainieren. Sein Ziel, die Teilnahme an den Olympischen Sommerspielen in Rom, konnte er jedoch nicht erreichen. Der britische Verband nominierte ihn nicht.
1958 startete er bei den Wettbewerben im Bahnradsport der Commonwealth Games für Schottland im 1000-Meter-Zeitfahren, im Sprint und im Punktefahren.
Er bestritt auch Straßenrennen und gewann einige davon. So siegte er im Alloa Rally Three Stage Race. 1952 wurde er in die britische Nationalmannschaft für einen Start im Manx International berufen. Im schottischen Milk Race holte er insgesamt elf Etappensiege. 1969 beendete er seine Laufbahn.